# Angelo Paolo Carena
Angelo Paolo Francesco Carena di Lanerio (Carmagnola, 6 marzo 1740 – Torino, 16 ottobre 1769) è stato uno storico italiano, discendente da famiglia investita del titolo di Nobile del Sacro Romano Impero, già consignori di Lanerio, Monteluero, San Marzano.
Secondo il Casalis, Angelo Paolo Carena di Lanerio fu «...uno dei principali promotori delle ricerche archeologiche e storiche di questa parte dell'Italia» e secondo il conte Luigi Cibrario «...la mente più vasta che si fosse mai appresso noi consacrata agli studi storici».
Fin dai primi anni della sua vita diede prove del suo ingegno a tal punto che il padre lo fece stabilire a Torino per favorirne l'istruzione. Membro della Società Reale di Filosofia e Matematica, l'attuale Accademia delle Scienze di Torino, a soli diciannove anni scrisse un Ragionamento sulla povertà religiosa e nel 1762 Memorie Storiche della Sardegna.  Nel 1765 aveva scritto un abbozzo di Dictionnaire géographique des États de S. M..
Fragile di salute, il Carena si imponeva tremendi ritmi di lavoro; morì appena ventinovenne a Torino il 16 ottobre 1769.
A Cagliari, presso la Biblioteca Università, nel Fondo Baille è conservato un estratto da un libro manoscritto intitolato "Discorsi storici" del Carena.